# Беличанская улица
Белича́нская у́лица (укр. Білича́нська ву́лиця) — улица в Святошинском районе города Киева, жилой массив Академгородок. Пролегает от улицы Николая Краснова до улицы Василия Стуса.

## История
Возникла в 1-й половине XX века на Беличанской дороге (к селу Беличи).